# James Robert Baker
James Robert Baker (ur. 18 października 1946 w Long Beach w Kalifornii, zm. 5 listopada 1997 w Pacific Palisades w Kalifornii) – amerykański pisarz-nowelista, satyryk i okazjonalnie scenarzysta.
Absolwent renomowanego UCLA. Po ukończeniu szkoły wyższej, rozpoczął karierę jako scenarzysta, jednak szybko z niej zrezygnował i zaczął pisywać nowele. Popularność przyniosły mu gejowskie utwory Fuel-Injected Dreams, Boy Wonder i Tim and Pete, które status książek kultowych osiągnęły jednak po śmierci Bakera. Jedna z powieści autora, Testosterone, została zekranizowana (zobacz: film Testosteron (2003)), a dwie inne miały zostać przeznaczone w tym samych celu, lecz z produkcji ostatecznie zrezygnowano.